# Hushed and grim
Hushed and grim és el vuitè àlbum d'estudi de la banda estatunidenca de sludge metal Mastodon. Va ser publicat com a àlbum doble el 29 d'octubre de 2021 amb el segell discogràfic Reprise Records. L'àlbum va ser el més llarg de la banda fins al moment, i el primer des del seu debut el 2002 amb Remission que no comptà amb la participació vocal de Scott Kelly del grup Neurosis. L'àlbum també va ser un homenatge a l'antic mànager de Mastodon, Nick John, després de la seva mort per càncer el 2018.

## Cançons
| 1.            | «Pain with an Anchor»    | Brann Dailor, Troy Sanders   | 5:01  |
| 2.            | «The Crux»               | Sanders                      | 4:59  |
| 3.            | «Sickle and Peace»       | Sanders, Dailor              | 6:17  |
| 4.            | «More Than I Could Chew» | Dailor, Sanders              | 6:51  |
| 5.            | «The Beast»              | Brent Hinds, Dailor, Sanders | 6:03  |
| 6.            | «Skeleton of Splendor»   | Sanders, Dailor              | 5:04  |
| 7.            | «Teardrinker»            | Dailor, Sanders              | 5:20  |
| 8.            | «Pushing the Tides»      | Sanders, Dailor              | 3:29  |
| Durada total: | Durada total:            | Durada total:                | 43:04 |

| 1.            | «Peace and Tranquility» | Hinds, Dailor, Sanders | 5:55  |
| 2.            | «Dagger»                | Sanders                | 5:12  |
| 3.            | «Had It All»            | Sanders                | 5:25  |
| 4.            | «Savage Lands»          | Dailor, Sanders        | 4:24  |
| 5.            | «Gobblers of Dregs»     | Sanders, Dailor        | 8:34  |
| 6.            | «Eyes of Serpents»      | Sanders, Dailor        | 6:49  |
| 7.            | «Gigantium»             | Dailor, Sanders        | 6:54  |
| Durada total: | Durada total:           | Durada total:          | 43:13 |

## Personal
Mastodon
- Brann Dailor - bateria i veu
- Brent Hinds - guitarra solista i veu
- Bill Kelliher - guitarra rítmica
- Troy Sanders - veu i baix

Músics d'estudi
- João Nogueira – teclats
- Darby Rose Tapley - veu introductora (3)
- Marcus King – guitarra solista (5)
- Dave Witte – percussió (10)
- Rich Doucette - sarangui (10)
- Jody Sanders – trompa (11)
- Kim Thayil - guitarra solista (11)
- Kevin Fox – violoncel (15)
- Drew Jurecka – viola i violí (15)

Equip tècnic
- David Bottrill – producció i mescla
- Ted Jensen - masterització
- Ryan McCambridge - enginyeria d'àudio
- Tom Tapley – enregistrament
- Billy Joe Bowers – edició
- Miles Landrum - assistent d'enregistrament
- Braden Griffith – enginyeria addicional (5)
- Nathan Yaccino - enginyeria addicional (11)